# Upplands runinskrifter 645
Upplands runinskrifter 645 är en vikingatida runsten av ljus granit i Lundby, Yttergrans socken och Håbo kommun. Runstenen är 1,2 meter hög och 0,7 meter bred. Runhöjden är 5-9 centimeter.

## Inskriften
Translitterering av runraden:
usnikin ' lit rita stin þino ' ata bruþr sino ' osua- ... ... hiilbi ont þiʀa
Normalisering till runsvenska:
Osnikinn let retta stæin þenna at brøðr sina Asva[r](?)/Ansva[r](?) ... [Guð] hialpi and þæiʀa.
Översättning till nusvenska:
Osniken lät resa denna sten efter sina bröder Asvar ... Gud hjälpe deras ande.